# Cole Camp
Cole Camp – miasto w Stanach Zjednoczonych, w stanie Missouri, w hrabstwie Benton.